# أويستر باي كوف (نيويورك)
أويستر باي كوف (بالإنجليزية: Oyster Bay Cove, New York)‏ هي منطقة سكنية تقع في الولايات المتحدة في مقاطعة ناسو، نيويورك. يقدر عدد سكانها بـ 2,197 نسمة ومساحتها 11.0 كم2 وترتفع عن سطح البحر 18 متر.

## التركيبة السكانية
حدّد مكتب تعداد الولايات المتحدة بيانات التركيبة السكانية لأويستر باي كوف في تعداد الولايات المتحدة. في ما يلي، التركيبة السكانية حسب تعدادي 2000 و2010.

### تعداد عام 2000
بلغ عدد سكان أويستر باي كوف 2,262 نسمة بحسب تعداد عام 2000، وبلغ عدد الأسر 725 أسرة وعدد العائلات 634 عائلة مقيمة في القرية. في حين سجلت الكثافة السكانية 205.3 نسمة لكل كيلومتر مربع (531.7/ميل2). وبلغ عدد الوحدات السكنية 742 وحدة بمتوسط كثافة قدره 67.3 لكل كيلومتر مربع (174.3/ميل2).
وتوزع التركيب العرقي للقرية بنسبة 90.23% من البيض و1.77% من الأمريكيين الأفارقة و0.09% من الأمريكيين الأصليين و5.97% من الأمريكيين ذوي الأصول الآسيوية و0.97% من الأعراق الأخرى و0.97% من عرقين مختلطين أو أكثر و1.68% من الهسبانيون أو اللاتينيون من أي عرق.
بلغ عدد الأسر 725 أسرة كانت نسبة 44.6% منها لديها أطفال تحت سن الثامنة عشر تعيش معهم، وبلغت نسبة الأزواج القاطنين مع بعضهم البعض 82.3% من أصل المجموع الكلي للأسر، ونسبة 3.4% من الأسر كان لديها معيلات من الإناث دون وجود شريك، بينما كانت نسبة 1.7% من الأسر لديها معيلون من الذكور دون وجود شريكة وكانت نسبة 12.6% من غير العائلات. تألفت نسبة 9.9% من أصل جميع الأسر من عدة أفراد يعيشون في نفس المنزل ونسبة 4.3% كانت تتألف من شخص يعيش بمفرده يبلغ من العمر 65 عاماً أو أكثر. وبلغ متوسط حجم الأسرة المعيشية 3.12، أما متوسط حجم العائلات فبلغ 3.31.
بلغ العمر الوسطي للسكان 42.1 عاماً. وكانت نسبة 28.4% من القاطنين تحت سن الثامنة عشر، وكانت نسبة 5.5% بين الثامنة عشر والرابعة والعشرين عاماً، ونسبة 21.9% كانت واقعةً في الفئة العمرية ما بين الخامسة والعشرين والرابعة والأربعين عاماً، ونسبة 32.3% كانت ما بين الخامسة والأربعين والرابعة والستين، ونسبة 11.9% كانت ضمن فئة الخامسة والستين عاماً فما فوق. يوجد لكل 100 أنثى 94.7 ذكر، ويوجد لكل 100 أنثى في الثامنة عشر من عمرها فما فوق 98.5 ذكر.
بلغ متوسط دخل الأسرة في القرية 200,001 دولارًا، أما متوسط دخل العائلة فبلغ 200,001 دولارًا. وكان متوسط دخل الذكور 100,001 دولارًا مقابل 53,750 دولارًا للإناث. وسجل دخل الفرد الخاص بالقرية 103,203 دولارًا. وكانت نسبة 1.3% من العائلات ونسبة 2.6% من السكان تحت خط الفقر، وكان من هؤلاء نسبة 0.8% تحت سن الثامنة عشر ونسبة 5.6% في الخامسة والستين من العمر وما فوق.

### تعداد عام 2010
بلغ عدد سكان أويستر باي كوف 2,197 نسمة بحسب تعداد عام 2010، وبلغ عدد الأسر 708 أسرة وعدد العائلات 614 عائلة مقيمة في القرية. في حين سجلت الكثافة السكانية 199.4 نسمة لكل كيلومتر مربع (516.4/ميل2). وبلغ عدد الوحدات السكنية 758 وحدة بمتوسط كثافة قدره 68.8 لكل كيلومتر مربع (178.2/ميل2).
وتوزع التركيب العرقي للقرية بنسبة 88.80% من البيض و1.59% من الأمريكيين الأفارقة و8.51% من الأمريكيين ذوي الأصول الآسيوية و0.32% من الأعراق الأخرى و0.77% من عرقين مختلطين أو أكثر و2.18% من الهسبانيون أو اللاتينيون من أي عرق.
بلغ عدد الأسر 708 أسرة كانت نسبة 42.7% منها لديها أطفال تحت سن الثامنة عشر تعيش معهم، وبلغت نسبة الأزواج القاطنين مع بعضهم البعض 80.5% من أصل المجموع الكلي للأسر، ونسبة 4% من الأسر كان لديها معيلات من الإناث دون وجود شريك، بينما كانت نسبة 2.3% من الأسر لديها معيلون من الذكور دون وجود شريكة وكانت نسبة 13.3% من غير العائلات. تألفت نسبة 10.9% من أصل جميع الأسر من عدة أفراد يعيشون في نفس المنزل ونسبة 5.1% كانت تتألف من شخص يعيش بمفرده يبلغ من العمر 65 عاماً أو أكثر. وبلغ متوسط حجم الأسرة المعيشية 3.10، أما متوسط حجم العائلات فبلغ 3.32.
بلغ العمر الوسطي للسكان 45.1 عاماً. وكانت نسبة 28.5% من القاطنين تحت سن الثامنة عشر، وكانت نسبة 5.1% بين الثامنة عشر والرابعة والعشرين عاماً، ونسبة 16.1% كانت واقعةً في الفئة العمرية ما بين الخامسة والعشرين والرابعة والأربعين عاماً، ونسبة 36.2% كانت ما بين الخامسة والأربعين والرابعة والستين، ونسبة 14.1% كانت ضمن فئة الخامسة والستين عاماً فما فوق. وتوزع التركيب الجنسي للسكان بنسبة 48.6% ذكور و51.4% إناث.